# Jesus, du min glädje
Jesus, du min glädje är en gammal psalm i åtta verser skriven av Johann Franck 1655, med titelraden "Jesu, meine Freude"  och översatt av Johan Schmedeman 1694 till en psalm med titelraden "Jesus är min hägnad". Franck psalm har sex verser, men Schmedeman gjorde en fri tolking och lade till två verser. Johan Olof Wallin gjorde en bearbetning 1816 men psalmen hade fortfarande åtta verser i 1937 års psalmbok. Efter Anders Frostensons bearbetning 1977 ändrades titelraden till "Jesus, du min glädje" och psalmen publicerades med fyra verser i 1986 års psalmbok.
Melodin är komponerad av Johann Crüger 1653.
Psalmen inleds i 1695 års psalmbok med orden:
JEsus är min hägnad
Och mins hiertas fägnad
JEsu hör min röst!

## Publicerad som
- Nr 266 i 1695 års psalmbok under rubriken "Om Tolamod och Förnöijelse i Gudi".
- Nr 216 i 1819 års psalmbok under rubriken "Nådens ordning: Benådade kristnas frid, sällhet och åliggande".
- Nr 450 i Sionstoner 1935 under rubriken "Nådens ordning: Trosliv och helgelse".
- Nr 123 i 1937 års psalmbok under rubriken "Tiden efter Påsk".
- Nr 354 i Den svenska psalmboken 1986 under rubriken "Jesus, vår Herre och broder".
- Nr 545 i Lova Herren 1987 under rubriken "Guds barn i bön och efterföljelse".
- Nr 376 i Psalmer och Sånger 1987 med den nya titelraden, under rubriken "Fader, Son och Ande - Jesus, vår Herre och broder".[2]
- Nr 260 i Svensk psalmbok för den evangelisk-lutherska kyrkan i Finland, 1986, under rubriken" Guds nåd i Kristus", med titelraden "Jesus, glädjens källa" med fem verser.